# 시구르드 디그리
시구르드 디그리(고대 노르드어: Sigurðr digri, 고대 영어: Sigeweard, 라틴어: Siwardus Grossus: ?-1055년)는 11세기 북잉글랜드의 중요한 백작이다. "디그리"란 "굳세다"라는 뜻이다. 시구르드는 스칸디나비아 출신이었던 것으로 보이며, 울프 야를의 친척일 가능성도 있다. 크누트 대왕이 1010년대에 잉글랜드를 정복하자 많은 노르드인들이 잉글랜드로 이주했는데, 시구르드도 그 중 하나였을 것이다. 크누트 치하에서 시구르드는 북잉글랜드에서 군림하는 대영주로 위세를 누렸다. 1033년부터 죽을 때까지 크누트의 직속 백작으로서 노섬브리아 남부, 오늘날의 요크셔 지방을 다스렸다.
시구르드는 크누트의 후계자인 하르타크누트, 에드워드 아래에서도 군사령관 및 자문관으로서 계속 권력을 유지했다. 1050년대에는 노샘프턴이나 헌팅던 같은 중부 잉글랜드에도 통치권을 얻었을 가능성이 있으며, 컴벌랜드에 노섬브리아의 영향력을 투사했다는 증거가 다소 있다. 1050년 초 시구르드는 북쪽의 알바 왕국의 왕 막 베하드 막 핀들라크를 적대하여 전쟁을 벌였다. 1054년 전투에서 아들 오스뵤른 불락스가 전사했지만 전투에는 승리하여 막 베하드를 쳐부쉈다. 1055년 시구르드는 사망했다. 생존한 유일한 아들 월세오프는 작위를 계승하지 못했고 나중에 노섬브리아 백작이 되었다.
윌리엄 셰익스피어의 희곡 『맥베스』에 나오는 "노섬브리아 백작 시워드"가 이 사람이다.